# 바울 (영화)
《바울》(영어: Paul, Apostle Of Christ)은 2018년 3월에 개봉한 미합중국의 종교, 역사, 전기, 드라마 영화이다.
또한 바울에서는 앤드류 하얏트가 감독을 앤드류 하얏트와 테렌스 버든이 각본을 맡았으며, 미합중국에서는 2018년 3월 23일에, 대한민국에서는 2018년 10월 31일에 개봉되었다.

## 줄거리
성경 역사상 가장 뜨거운 마지막 여정이 시작된다!

그리스도가 부활한 지 약 30년 후인 AD 67년,

로마제국의 황제 ‘네로’는 자신의 광기로 일어난 대화재의 원인으로

신흥종교인 기독교에 책임을 돌린다.

짐승들의 먹이가 되거나 불태워지며 극심한 박해를 받는 크리스천들.

그리고 그들의 리더인 ‘바울’은 ‘네로’의 명령에 의해

감옥에 갇혀 사형될 날만을 기다리고 있다.

이러한 상황 속에서 바울의 동역자인 ‘누가’는

죽음의 문턱, 두려움 속에 점점 희망을 잃어가는 크리스천들에게

‘바울’의 일생과 그가 얻은 지혜를 사도행전으로 기록하여 전하고자

깊은 감옥 속으로 숨어드는데….

## 출연진
- 제임스 폴크너 - 바울 역
- 제임스 카비젤 - 누가 역
- 올리비에 마르티네즈 - 모리셔스 갈라스 역
- 존 린치 - 아퀼라 역
- 조앤 웨일리 - 프리실라 역
- 안토니아 캠벨-휴즈 - 아이레니카 역
- 요르고스 카라미호스 - 사울 역
- 마누엘 코우치 - 아나니아 역
- 노아 헌틀리 - 푸블리우스 역
- 앤드레 아기어스 - 스데반 역
- 알렉산더 스페르두티 - 카시우스 역
- 데릴 루크 바살로 - 타퀸 역

## 기타
- 사도 바울의 생애 자체보다는 네로 당시의 기독교 박해 환경 하에 놓인 초대 교회의 모습에 초점이 맞춰졌다. 또한 이야기의 서술에 있어 초자연적 기적이 최대한 배제되었다.[1]